# RTFM
RTFM je zkratka z anglického Read The Fucking Manual (přečti si ten zasraný manuál). Tak se odpovídá na dotazy, které mohou být snadno vyřešeny prostudováním příslušné dokumentace a které zbytečně připravují odpovídající o jejich čas. Mnohdy ovšem význam slova „snadno“ posuzuje jedinec s vysoce nadprůměrnými znalostmi, což pak přivádí k šílenství všechny, kdo mají znalosti menší než tento jedinec a z doporučované dokumentace nechápou téměř nic.
V technické podpoře se to rovněž používá ve významu Reboot The Fucking Machine[zdroj⁠?!] (restartuj ten zasraný stroj) (což často bývá účinná metoda řešení širokého spektra problémů).
Některým lidem připadá slovo fucking ve výrazu neslušné, proto za F dosazují slova, jako Foolish (hloupý), Friendly (přátelský), Fantastic (fantastický), Fine (skvělý, fajn). Další metodou je F úplně vynechat a zkratka se pak zkrátí na RTM (Read the Manual).

## Příbuzné termíny
Existují i varianty, jako RTFS – Read the Fucking Sourcecode (přečti si ten zasraný zdrojový kód), RTDM – Read the Damn Manual (přečti si ten zatracený manuál) a RTFML – Read the Fucking Machine Language (přečti si ten zasraný strojový kód). Další varianty jsou inspirované Hvězdnými válkami: UTSL – Use the Source, Luke (Použij zdroj, Luku) – což je na motivy repliky „Use the Force, Luke“ (Použij Sílu, Luku). Tato verze je méně hanlivá než RTFM.
Další varianta z Usenetu z roku 1996 je STFW – Search the Fucking Web (Prohledej ten zasraný web), s konkrétnější variantou UTFG – Use the Fucking Google (Použij zasraný Google), JFGI – Just Fucking Google It (Si to kurva vygoogluj) nebo neurážlivým GIYF – Google is your friend (Google je tvůj přítel/kamarád).

## Odraz v kultuře
V seriálu The IT Crowd parodizujícím práci IT techniků má jedna z hlavních postav v prvním záběru na sobě tričko s rudým nápisem RTFM, jenž je součástí výjevu připomínajícího čínský propagandistický plakát, na němž je muž držící rudou knížku (připomíná čínské propagandistické plakáty a Rudou knížku Mao Ce-tunga).